# جری هولان
جری هولان (به انگلیسی: Jerry Holan) (زادهٔ ۲۷ مهٔ ۱۹۳۱) شناگر اهل ایالات متحده آمریکا است.